# Stora Uttersjö (Sjötofta socken, Västergötland)
Stora Uttersjö är en sjö i Tranemo kommun i Västergötland och ingår i Ätrans huvudavrinningsområde. Sjöns area är 0,018 kvadratkilometer och den befinner sig 151 meter över havet.